# Vallée de la Charente entre Angoulême et Cognac
Le site Natura 2000 de la vallée de la Charente entre Angoulême et Cognac est situé pour 99 % dans le département de la Charente et pour 1 % en Charente-Maritime le long du fleuve Charente et de ses principaux affluents : la Touvre, la Boëme et la Soloire, dans le sud-ouest de la France.

## Localisation
Le site Natura 2000 de la vallée de la Charente entre Angoulême et Cognac et ses principaux affluents recouvre 5 359 ha. Il se compose de tout le linéaire et d'une partie du lit majeur de la Charente depuis Angoulême jusqu'à Cognac, de ses principaux affluents l'Échelle, la Touvre, la Boëme, le Romède, le Ri de Gensac et la Soloire ainsi que des marais de Gensac-la-Pallue.
En tout 53 communes ont une partie de leur territoire sur ce site, 52 de Charente : Angeac-Charente, Angoulême, Bassac, Bouëx, Bourg-Charente, Boutiers-Saint-Trojan, Bréville, Chadurie, Champmillon, Charmant, Châteaubernard, Châteauneuf-sur-Charente, Cognac, La Couronne, Dignac, Dirac, Fléac, Fouquebrune, Garat, Gensac-la-Pallue, Gondeville, Gond-Pontouvre, Grassac, Graves-Saint-Amant, L'Isle-d'Espagnac, Jarnac, Julienne, Linars, Magnac-sur-Touvre, Mainxe, Mosnac, Mouthiers-sur-Boëme, Nercillac, Nersac, Réparsac, Roullet-Saint-Estèphe, Ruelle-sur-Touvre, Saint-Brice, Saint-Même-les-Carrières, Saint-Michel, Sainte-Sévère, Saint-Simeux, Saint-Simon, Saint-Yrieix-sur-Charente, Sers, Sireuil, Touvre, Triac-Lautrait, Trois-Palis,  Vibrac, Voulgézac, Vouzan et une de Charente-Maritime, Sonnac.
La Charente borde d'amont en aval Angoulême, L'Isle-d'Espagnac, Gond-Pontouvre, Saint-Yrieix-sur-Charente, Fléac, Saint-Michel, Linars, Nersac, Trois-Palis, Sireuil, Roullet-Saint-Estèphe, Champmillon, Mosnac, Châteauneuf-sur-Charente, Graves-Saint-Amant, Saint-Simeux, Vibrac, Saint-Simon, Angeac-Charente, Bassac, Triac-Lautrait, Gondeville, Saint-Même-les-Carrières, Mainxe, Jarnac, Bourg-Charente, Julienne, Saint-Brice, Boutiers-Saint-Trojan, Gensac-la-Pallue, Châteaubernard et Cognac.
La Boëme est un affluent rive gauche qui baigne Charmant, Chadurie, Mouthiers-sur-Boëme, Voulgézac, La Couronne et Nersac où elle rejoint la Charente, en aval d'Angoulême.
La Touvre est un affluent rive gauche, et le principal affluent de la Charente en débit.
L'Échelle, affluent de la Touvre à ses sources, traverse Dignac, Grassac, Dirac, Sers, Vouzan, Bouëx, Garat, Fouquebrune, Touvre, Magnac-sur-Touvre et Ruelle-sur-Touvre.
La Soloire arrose Sonnac, Bréville, Sainte-Sévère, Réparsac, Nercillac et Saint-Brice où elle conflue avec la Charente en rive droite, en amont de Cognac.

## Géographie et hydrographie
Au sud d'Angoulême, le plateau découpé de vallées parallèles date du Crétacé supérieur.
À partir de Jarnac, le fleuve situe la limite géologique entre une rive droite en zone jurassique et une rive gauche en zone crétacée avec cuestas (plateaux à double pente asymétrique). Le fleuve et ses affluents en rive droite, dont la Soloire, ont dégagé de larges vallées alluvionnaires.
La Boëme et l'Échelle sont les affluents ou sous-affluents en rive gauche de la Charente compris dans ce site. Leur pente est notable, leurs parcours en rapport avec le karst de La Rochefoucauld marqué par les engouffrements et la deuxième résurgence de France, les sources de la Touvre.

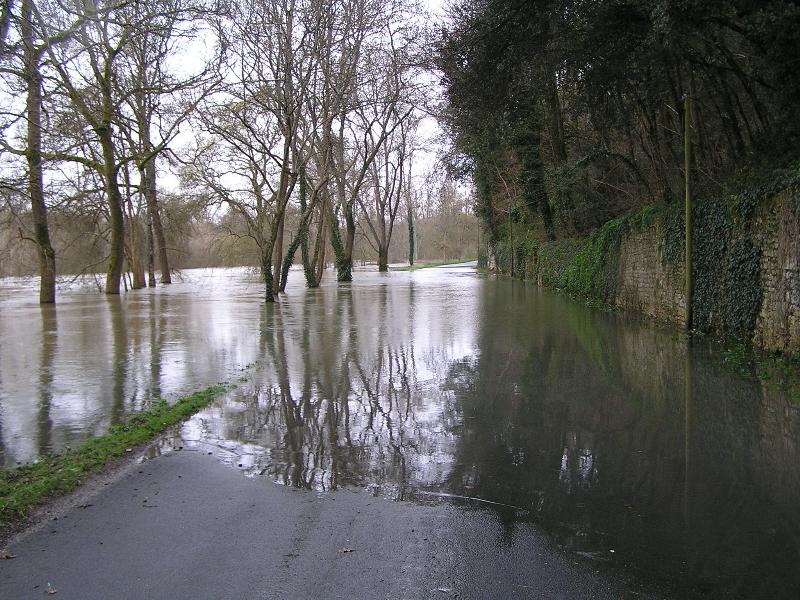
Inondation en amont de Cognac

La Charente a une pente très faible entre Angoulême (altitude 27 mètres) et Cognac (altitude 5 mètres), ce qui explique les nombreux méandres, les bras et les îles qui la caractérisent.
La Charente est un fleuve à débit pluvial océanique. Le débit mesuré à Vindelle, au nord d'Angoulême, va de 1 m3/s en étiage (ramené maintenant à 3 m3/s par des lâchers des retenues des lacs du Mas-Chaban et de Lavaud) à 595 m3/s en maximum instantané le 1er décembre 1982.
Les crues sont saisonnières et des crues de grande ampleur sont fréquentes provoquant des inondations car le lit mineur du fleuve est étroit, peu profond et vite saturé. Comme le lit majeur est plat et imperméable, l'eau s'étend sur toute la vallée. Les inondations mettent longtemps à régresser, du fait de la pente très faible.
Le fleuve ayant été la voie de transport de l'antiquité jusqu'au XIXe siècle, les villes se sont toutes créées le long de son cours formant des zones urbanisées qui représentent avec les routes et les zones industrielles 39 % de la surface du site Natura 2000.
L'eau, fleuve et eaux stagnantes, représente 2 % du site et pour le reste le lit majeur est occupé par un paysage ouvert de vallée inondable avec seulement 15 % de forêts (4 % de peupleraies et 11 % d'aulnaies-frênaies).
Les prairies semi-naturelles humides couvrent 6 % du site et les autres terres arables 36 %.
Enfin les marais et tourbières couvrent 1 % et les pelouses sèches 1 %.

## Historique du site
Le site Natura 2000 de la Vallée de la Charente entre Angoulême et Cognac et ses principaux affluents fait partie de la liste nationale française des sites soumis à la formation du réseau Natura 2000 et a été proposé comme site communautaire sous le numéro FR5402009 en avril 2002. Le site a été confirmé zone spéciale de conservation le 21 août 2006
La composition du comité de pilotage ou « COPIL » chargé de veiller à la bonne application et au bon déroulement de la gestion du site et composé des représentants des collectivités, notamment les maires des communes concernées, et des associations de riverains, sylviculteurs, pêcheurs, protecteurs de la nature, entre autres, a été signée le 7 février 2005. Après la réalisation des diagnostics biologique et socio-économique par le bureau d'étude Biotope, différents ateliers (Objectifs, Actions) ont été organisés avec les acteurs locaux en parallèle des réunions du COPIL. Ils ont permis de définir des enjeux de conservation, des objectifs de conservation et un programme d'actions (fiches action et Charte Natura 2000). Après quatre réunions en mars 2005, octobre 2006, septembre 2007, juillet 2009, le COPIL a validé le document d'objectifs (couramment appelé DOCOB) en mai 2010 .
À la suite d'un appel d'offres de la DREAL Poitou-Charentes, la Ligue pour la protection des oiseaux a été retenue pour animer la mise en œuvre du DOCOB du site Natura 2000 depuis le 28 novembre 2011. Également retenue pour animer les sites Natura 2000 situés en amont et en aval, l'animation s'opère en respectant les continuités biologiques liées au contexte de vallée alluviale.

## Intérêt du site

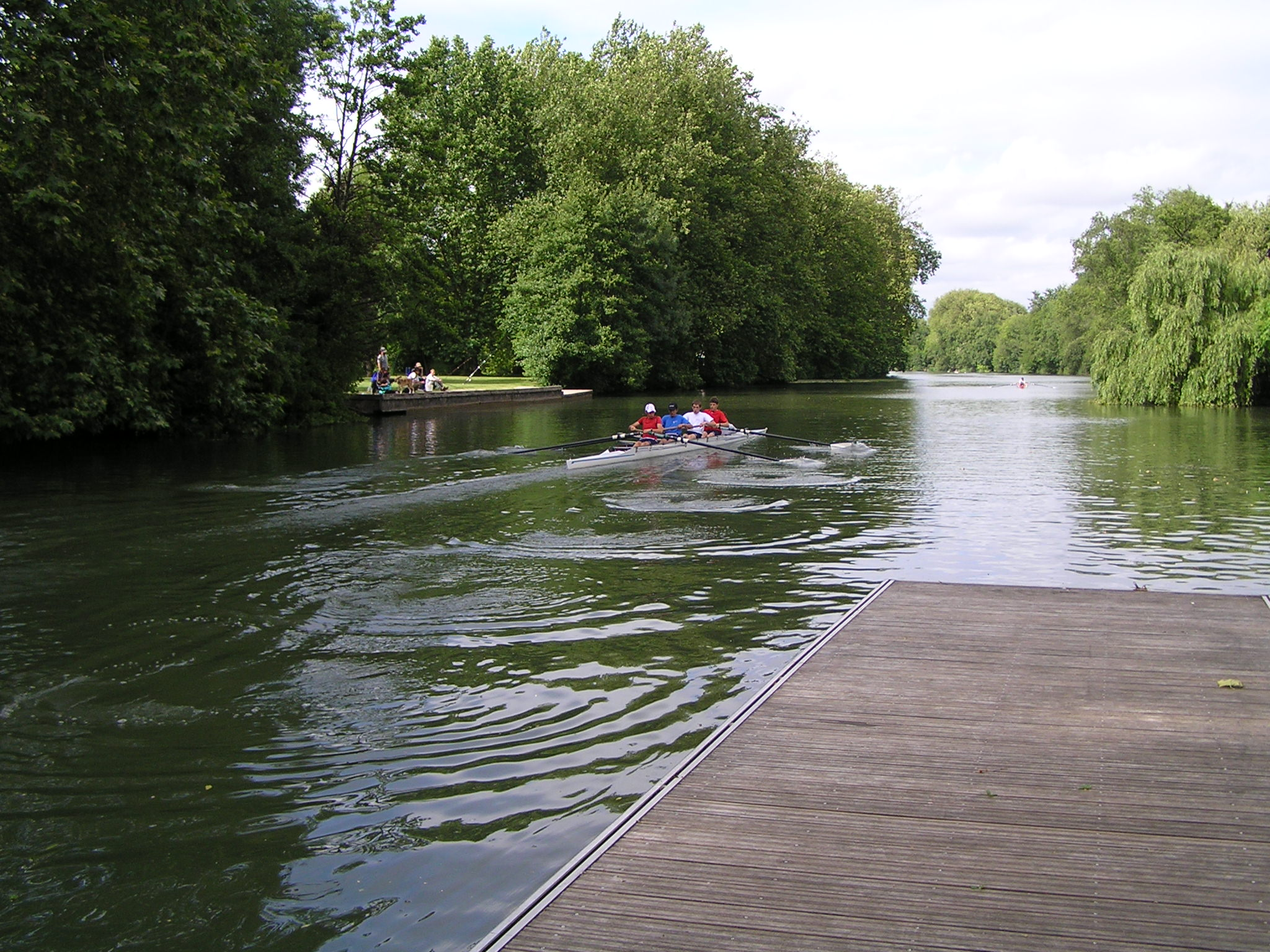
La Charente à Cognac

Bien que 40 % du site soit bâti, il conserve un grand intérêt environnemental lié aux lieux inondables, vallées et îles.
La richesse biologique de la vallée de la Charente est en particulier liée la présence du Vison d'Europe, l'un des mammifères carnivores les plus menacés. La Loutre et la Cistude sont présents au bord du fleuve et de ses affluents ainsi que dans les marais.
Le marais de Gensac-la-Pallue est une des plus vastes roselières turficoles (qui pousse sur la tourbe), aussi appelée cladiaie (formations à marisque), de la région.
Les pelouses xéro-thermophiles des Chaumes de Soubérac abritent des populations importantes de Pâquerette pappuleuse et de Sabline des chaumes.
Le Bois des Fosses présente en rebord des chênes verts et sur les éboulis calcaires des érables avec une station de Cardamine à sept folioles.

## Habitats d'intérêt communautaire
Le site Natura 2000 de la Vallée de la Charente entre Angoulême et Cognac abrite treize habitats naturels d'intérêt communautaire tels qu'ils sont définis dans la directive habitat, annexe I, tous d'importance C (moins de 2 % des surfaces existantes en France).
La frênaie alluviale à Aulne glutineux (Alnus glutinosa) et Frêne commun (Fraxinus excelsior) couvre 8 % du site.
L'eau constitue deux sites : le fleuve, pour 1 % de la surface, cours d'eau des étages planitiaires, c'est-à-dire où les plantes poussent à l'ombre des arbres, et également pour 1 %, la surface des eaux stagnantes très riches en algues et en plantes, dénommées lacs eutrophes naturels.
Les mégaphorbiaies hygrophiles d'ourlets planitiaires couvrent 3 % du site.
Les pelouses calcicoles forment un ensemble de pelouses sèches, site d'orchidées remarquables, des pelouses rupicoles (qui poussent sur les rochers) calcaires, des parcours substeppiques de graminées et d'annuelles et des prairies à Molinia sur sols calcaires, tourbeux ou argilo-limoneux qui couvrent chacun 1 % du site, soit au total 4 %.
Des tourbières basses alcalines recouvrent aussi 1 %, et les marais calcaires à Cladium mariscus et espèces de Carex, également 1 %.
Des forêts sur pentes, éboulis et ravins représentent 1 % du site.
Enfin 1 % du site comporte des grottes non exploitées par le tourisme.
L'ensemble de ces habitats d'intérêt communautaire couvre 20 % de la surface, soit 537 ha.

## Espèces  d'intérêt communautaire
Le site Natura 2000 de la Vallée de la Charente entre Angoulême et Cognac abrite huit espèces d'intérêt communautaire tels qu'elles sont définies dans la directive habitat, annexe II.

### Mammifères
Le Vison d'Europe (Mustela lutreola) et la Loutre (Lutra lutra) étaient des occupants permanents des rives du fleuve.
Ce site est d'importance B pour le Vison d'Europe (présence de 2 % à 15 % de l'effectif connu en France) et C pour la Loutre (moins de 2 % de l'effectif connu en France). La présence du Vison d'Europe sur la vallée est résiduelle dans les années 2020, il semble éteint en tant que reproducteur.
Les chauves-souris sont présentes dans toute la vallée qui leur sert de zone de chasse et aussi de zone d'hivernage pour le Grand Rhinolophe (Rhinolophus ferrumequinum) et  le Petit Rhinolophe (Rhinolophus hipposideros). Ce site, avec moins de 2 % de l'effectif connu en France, est d'importance C pour les deux espèces.
Pour les autres chauves-souris recensés pipistrelle commune (Pipistrellus pipistrellus), oreillard roux (Plecotus auritus), murin à moustaches (Myotis mystacinus)et  murin de Natterer (Myotis nattereri) ce site présente une importance moindre.

### Oiseaux
Sont considérés d'intérêt communautaire quatre rapaces diurnes, le martin-pêcheur d'Europe et un engoulevent.
Le milan noir (Milvus migrans), la bondrée apivore (Pernis apivorus), le busard cendré (Circus pygargus) et le busard des roseaux (Circus aeruginosus) sont des rapaces diurnes migrateurs.

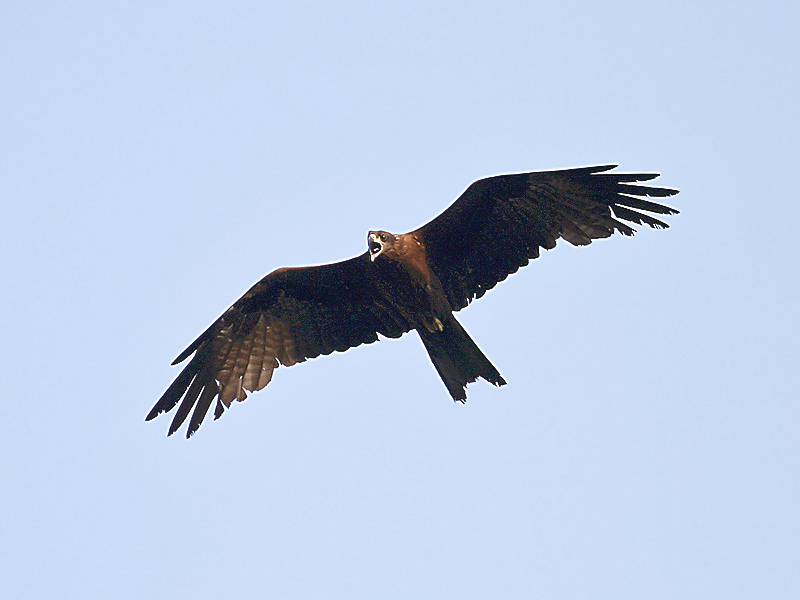
Milan noir
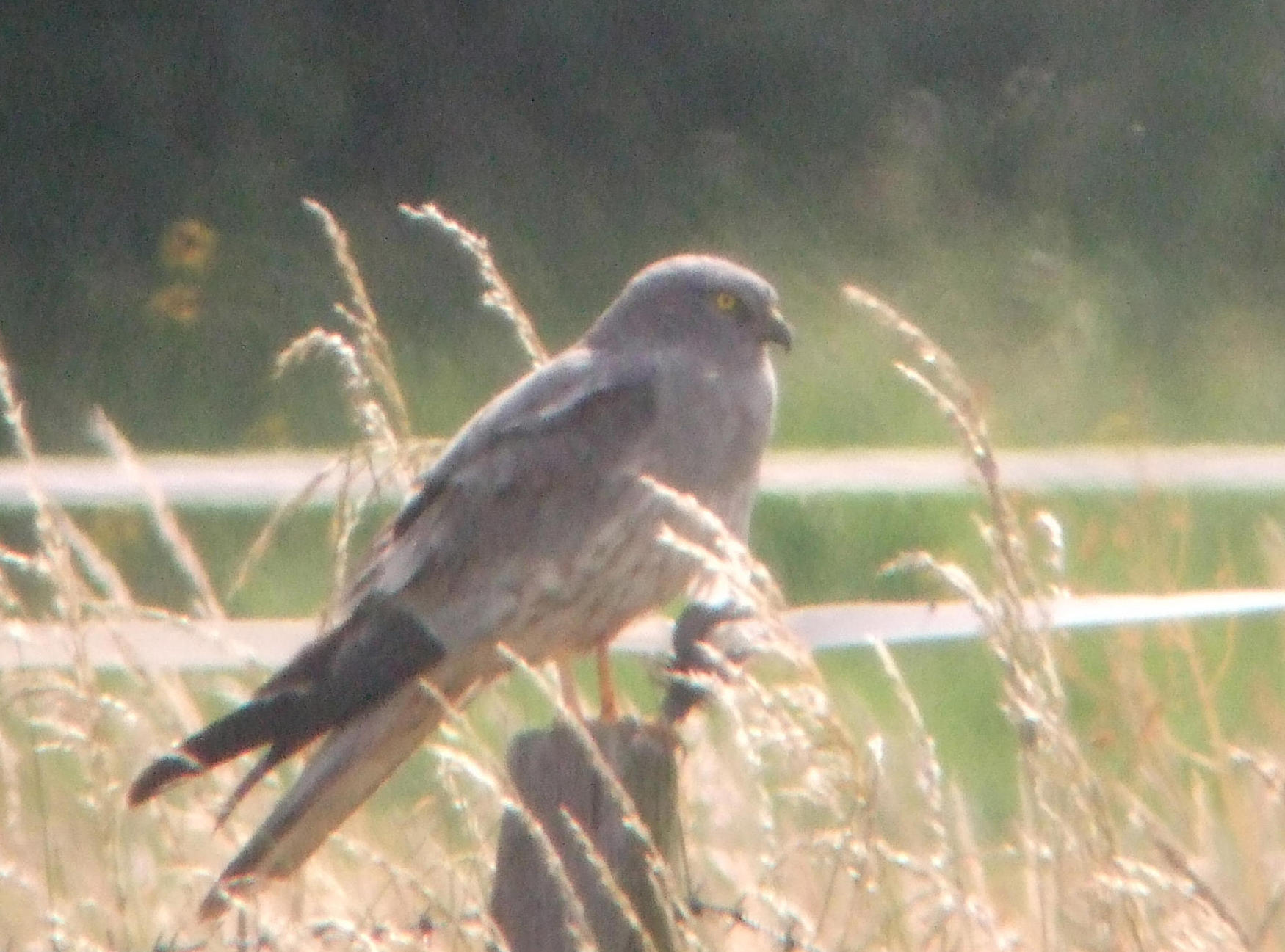
Busard cendré
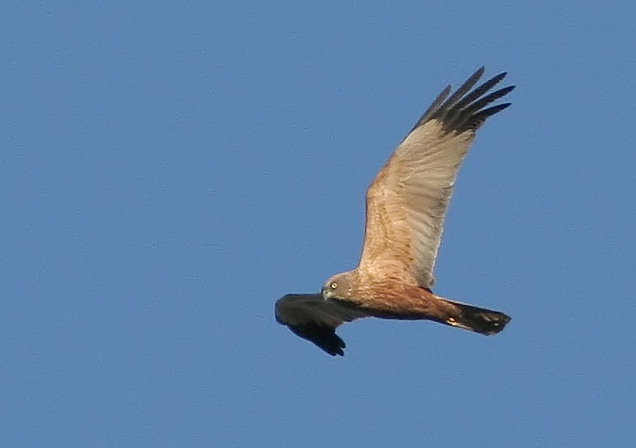
Busard des roseaux

L'engoulevent d'Europe (Caprimulgus europaeus) est un chasseur nocturne de papillons, et le martin-pêcheur, un pêcheur de poissons et autres animaux aquatiques.

### Invertébrés
Deux espèces d'intérêt communautaire sont présentes, l'Agrion de Mercure (Coenagrion mercuriale) et la Cordulie à corps fin (Oxygastra curtisii), toutes deux pour leur période de reproduction. Pour elles, le site est classé d'importance C (présence de moins de 2 % de l'effectif connu en France).

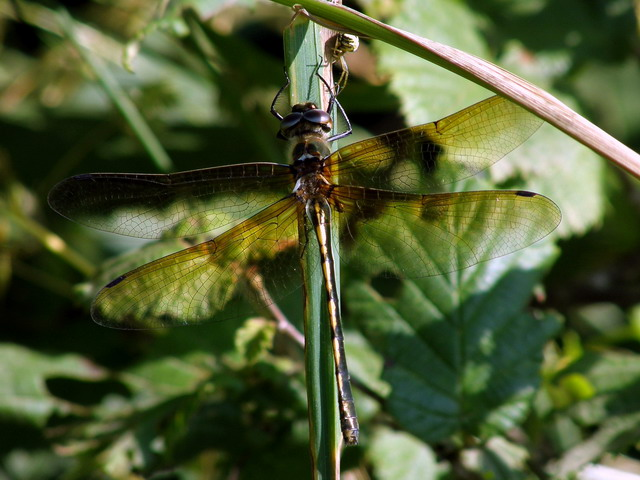
Cordulie à corps fin

### Poissons
La Lamproie de Planer (Lampetra planeri) est une espèce d'intérêt communautaire présente sur cette partie du fleuve, site d'importance C (présence de moins de 2 % de l'effectif connu en France).

### Reptiles

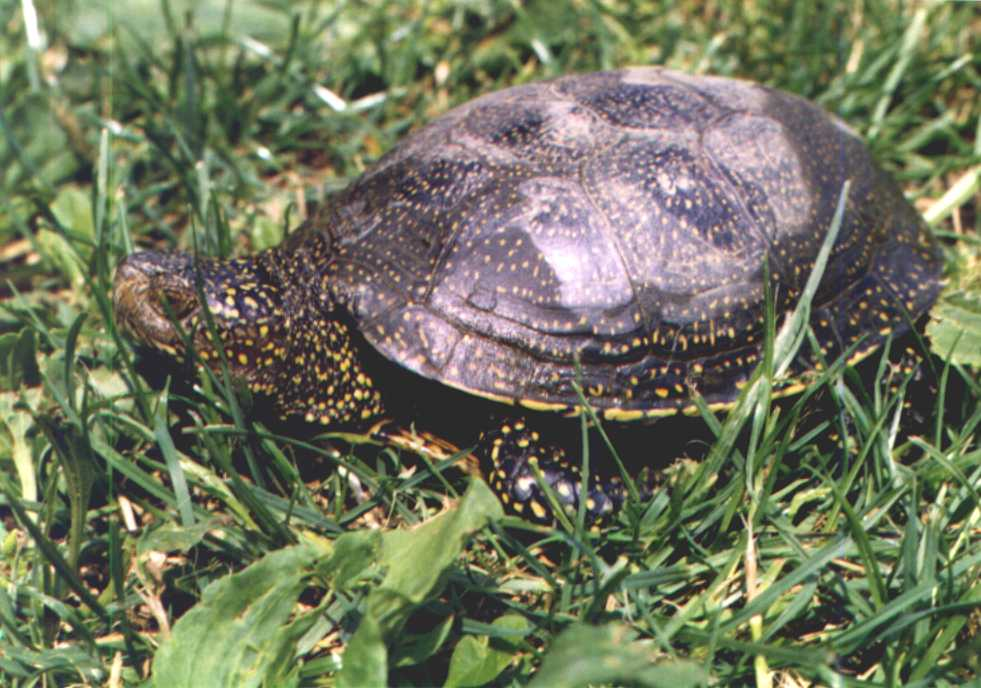
Cistude d'Europe

Une tortue, la Cistude d'Europe (Emys orbicularis) est présente en étape lors de sa migration. Le site est classé pour elle d'importance C (présence de moins de 2 % de l'effectif connu en France). Le Lézard vert (Lacerta bilineata) et un serpent, la Couleuvre verte et jaune (Hierophis viridiflavus) sont eux aussi d'importance communautaire.

### Amphibiens
La rainette méridionale (Hyla meridionalis), le crapaud accoucheur (Alytes obstetricans), la grenouille agile (Rana dalmatina) et le triton marbré (Triturus marmoratus),sont les quatre amphibiens d'importance C présents sur le site.

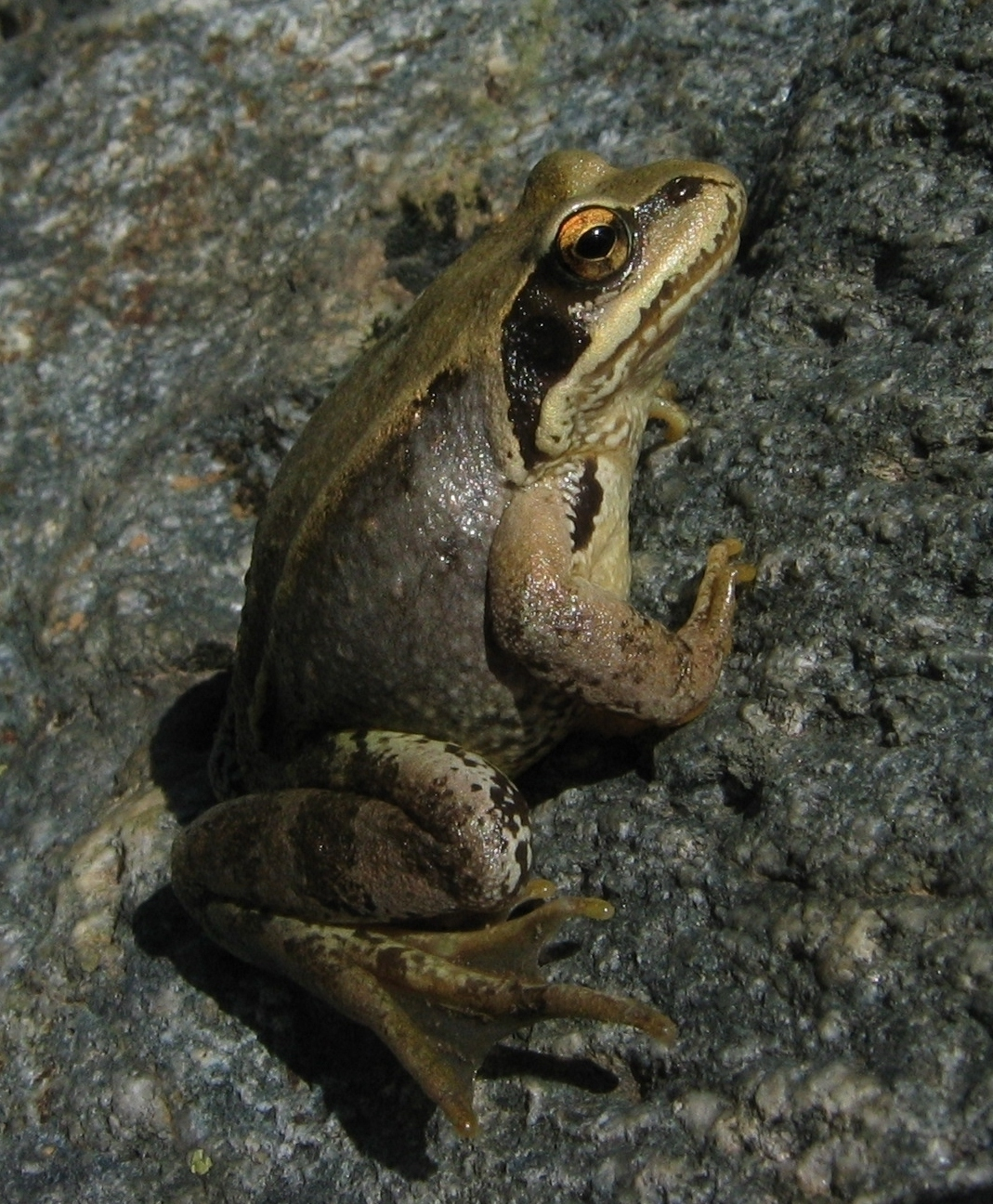
Grenouille agile
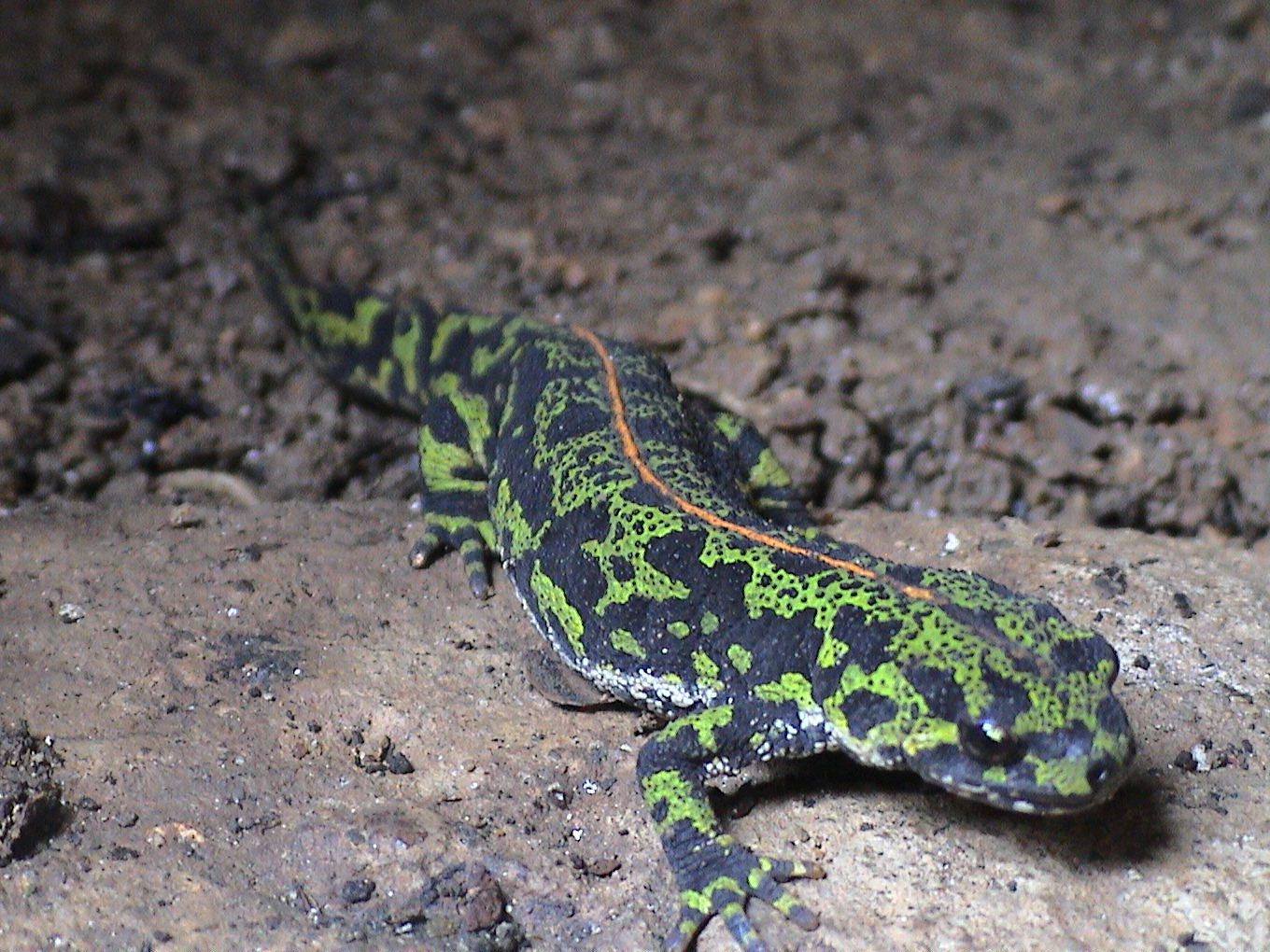
Triton marbré

### Flore
Une plante toxique, l'aconit napel et une plante herbacée des sous-bois frais à sol calcaire, la parisette à quatre feuilles sont protégées en Nouvelle-Aquitaine.

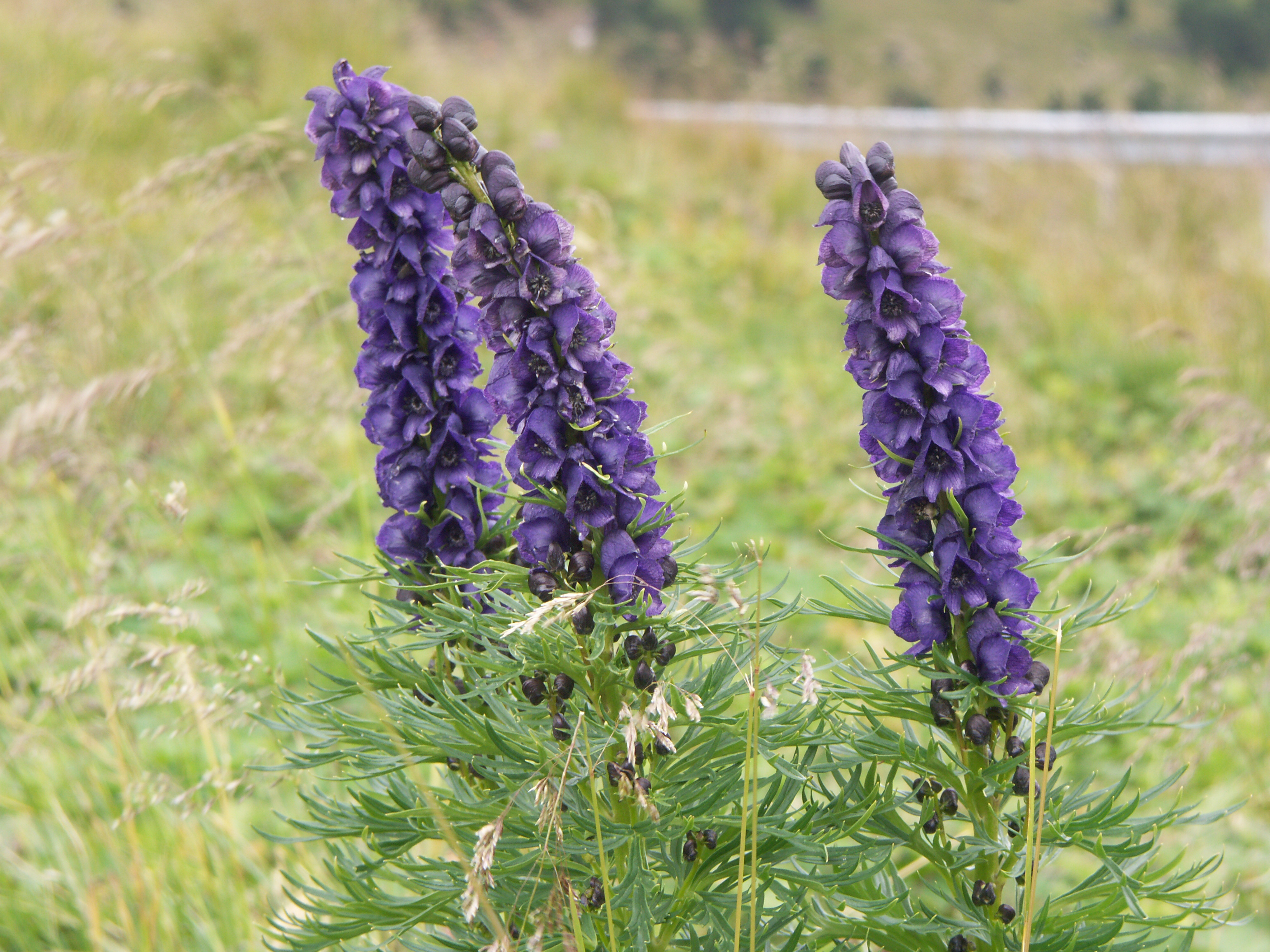
Aconit Napel
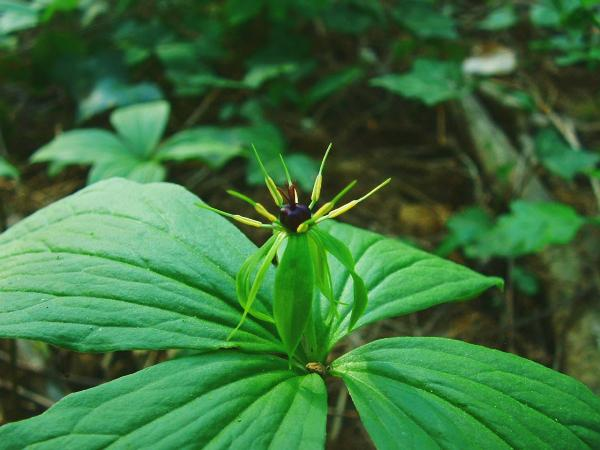
Parisette à quatre feuilles

## Espèces remarquables bien que n'étant pas d'intérêt communautaire

### Oiseaux
Sont présentes trois espèces de moineaux dont le moineau friquet (Passer montanus) et le rare moineau soulcie (Petronia petronia).

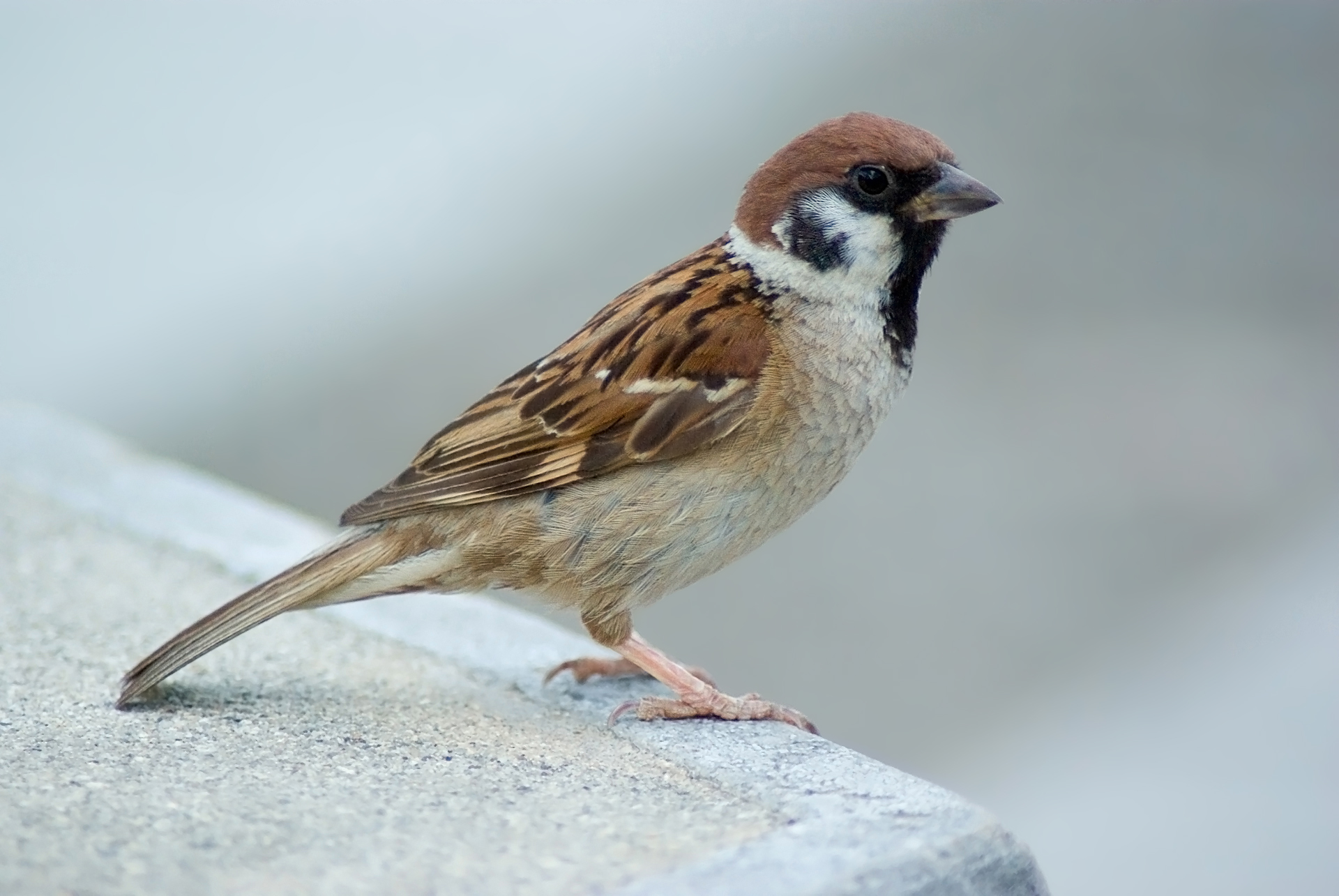
Moineau friquet
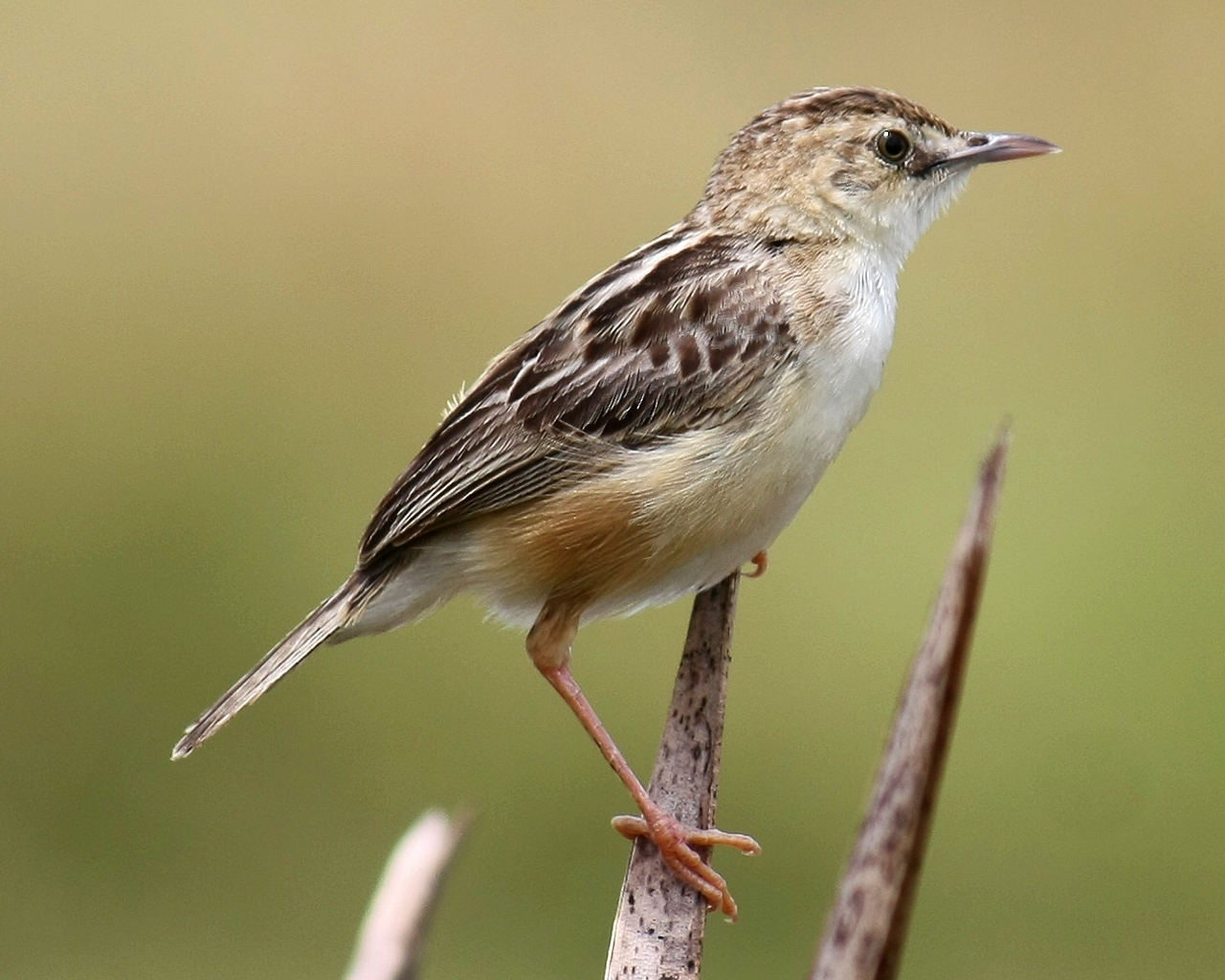
Cisticole des joncs
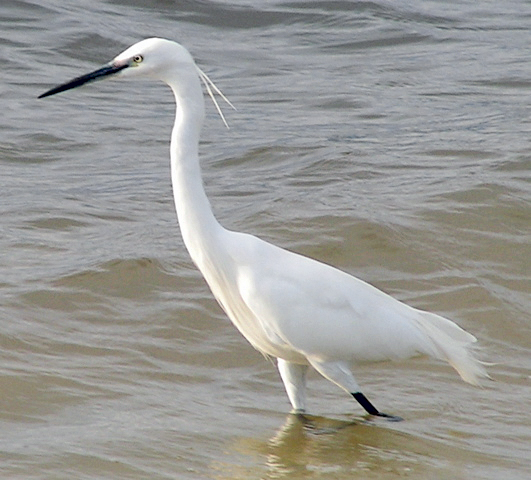
Aigrette garzette
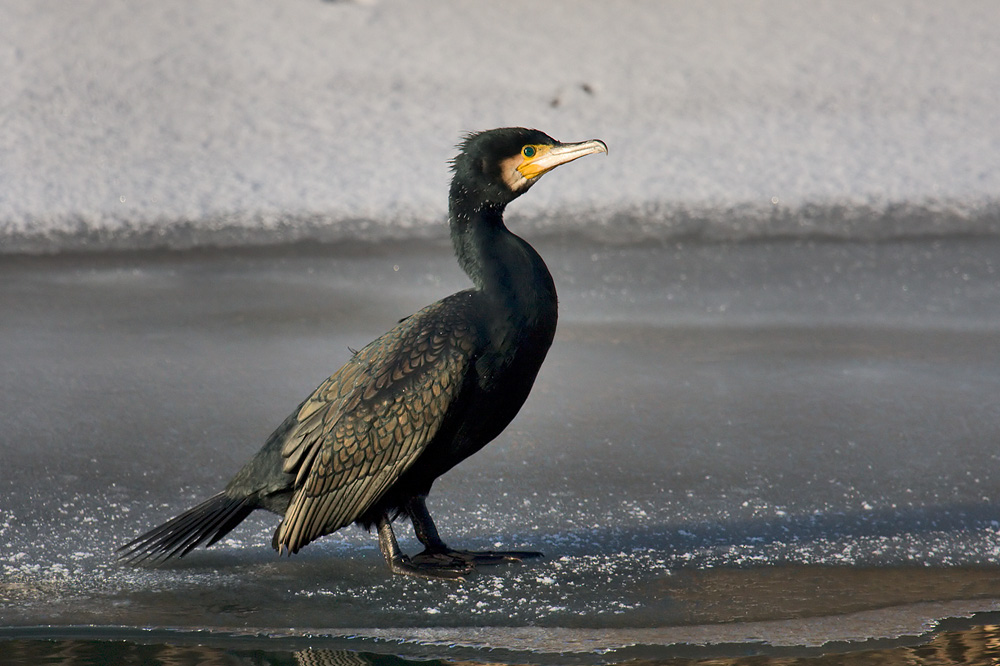
Grand cormoran

Les observations des naturalistes de Charente-Nature nous indiquent la présence fréquente du grand Cormoran (phalacrocorax carbo) qui hiverne, tout comme le canard chipeau (Anas strepera), le grèbe huppé (podiceps cristatus) et les plus rares aigrette garzette (Egretta garzetta) et tarin des aulnes (Carduelis spinus).
Sont souvent observés l'hiver d'importants groupes de pluviers dorés (Pluvalis apricaria).
En migration, sont très souvent observés des grandes aigrettes (Ardea alba), des cigognes blanches (ciconia ciconia), des oies cendrées (Anser anser) et des sarcelles d'hiver (Anas crecca).
Des observations plus rares sont celles d'un héron pourpré (Ardea purpurea) et de mésanges noires (Periparus ater) à Cognac, d'un autour des palombes (Accipater gentillis) à Bourg-Charente, d'un busard des roseaux (Circus aeroginosus) dans le marais de Gensac-la-Pallue.
En mars commencent les premières observations de coucou gris (cuculus canorus), huppe fasciée (Upupa epops), d'hirondelle de rivage (Riparia riparia), d'hirondelle rustique (Hirundo rustica) et d'hirondelle de fenêtre (Delichon urbica).
L'été 2004, le héron garde-bœufs (Bubulcus ibis) et la cisticole des joncs (Cisticola juncidis) ont été identifiés.

### Amphibiens
Les amphibiens sont nombreux et très divers : grenouilles (rainettes), crapauds, salamandre et tritons.

### Poissons
En plus d'une vingtaine d'espèces d'eaux calmes, surtout des carpes, vairons, goujons, gardons, brèmes, ablettes, brochets et sandres, on trouve des poissons migrateurs.

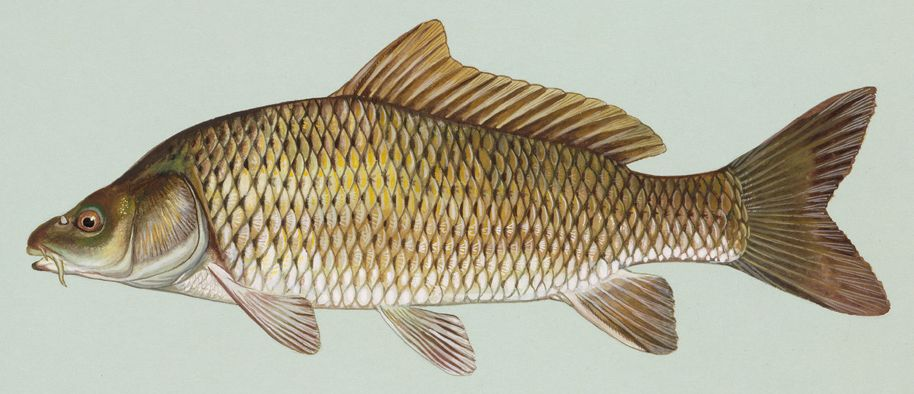
Carpe commune
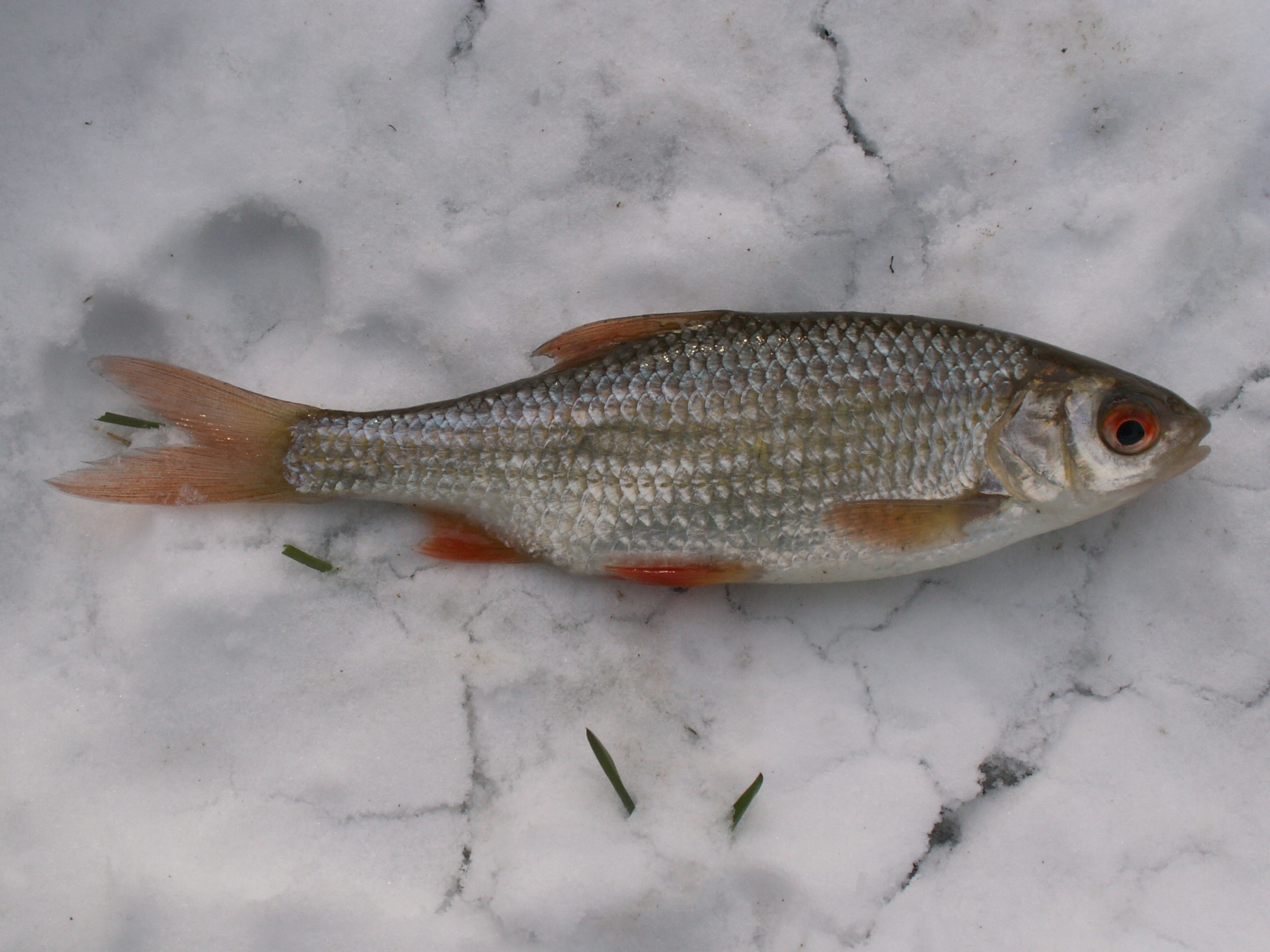
Gardon
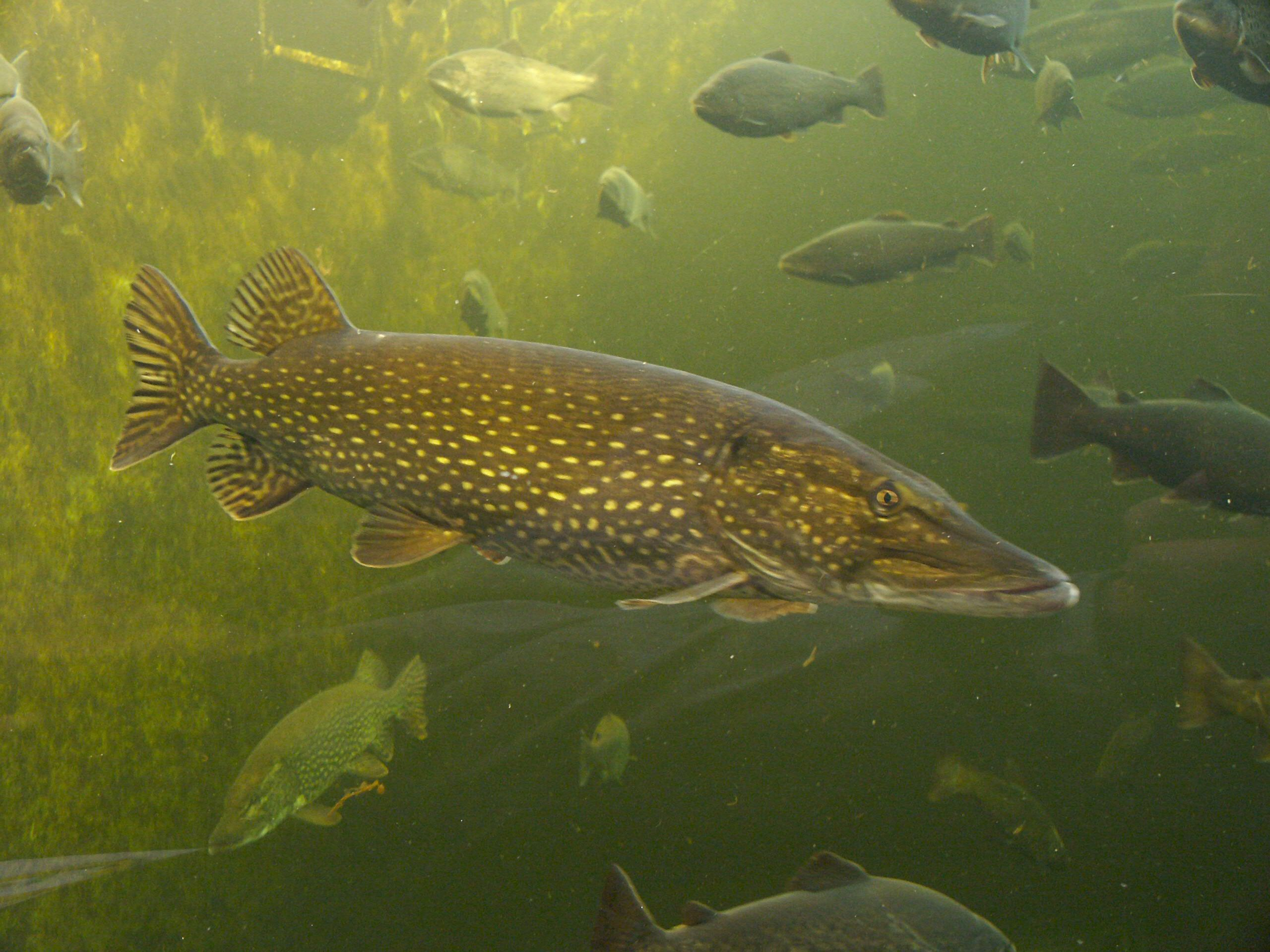
Brochet

Pour les salmonidés, les truites de mer passent par la Charente pour atteindre des frayères en amont sur l'Antenne ou la Tardoire.
Alose feinte et Grande alose sont présentes en migration, la grande alose a des frayères à Cognac et l'alose feinte (alosa fallax) a des frayères de Cognac à Fleurac.
L'anguille (Anguilla anguilla) est présente mais en régression.

## Actions en cours
En 2014, le DOCOB (document d'objectifs) est en phase d'animation.
Les actions spécifiques possibles sont les contrats Natura 2000, les chartes Natura 2000 et les mesures agroenvironnementales territorialisées (MAET).